# 吉氏綿䲁
吉氏綿鳚為輻鰭魚綱鱸形目绵鳚亞目绵鳚科的其中一種，分布於西北太平洋區，包括日本、韓國及中國黃海及渤海等海域，屬底棲性魚類。

## 扩展阅读
維基物種上的相關：吉氏綿鳚